# 日本音楽作家協会
日本音楽作家協会（にほんおんがくさっかきょうかい）
- 1989年に遠藤実らによって設立された任意団体。
- 2019年に設立された一般社団法人。

本稿では両方について解説する。

## 一般社団法人 日本音楽作家協会
一般社団法人日本音楽作家協会は、2019年に設立された作詞家や作曲家、編曲家等を中心に構成される一般社団法人。 略称はMCA(Music Creators Association of japan)。日本音楽作家団体協議会の構成団体であり、音楽作家の文化的・社会的経済的地位の向上、音楽文化の振興、音楽作家の権利の擁護・啓発、後進の育成・教育、広報、会員相互の親睦等を目的とする職能団体。2021年現在はエンドウ.（GEEKS/月蝕會議）が会長を務める。1989年設立の任意団体とは関連性が無い。

## 任意団体(消滅済)
遠藤実により1989年に設立。初代会長は遠藤が自ら務め、遠藤の死去後は山口洋子が後を継いだ。主に音楽による文化の発展を目指すことを目的とし、阿久悠、石本美由起、三木たかし、市川昭介、山口洋子らが所属していた。音楽著作権の保護のために日本音楽著作権協会（JASRAC）との連携を密に取りながら、チャリティイベント等も精力的に企画していた。1991年交通遺児チャリティフェスティバル、1993年日韓交流イベント（音楽の橋）、1999年青春の歌声、2003年違法コピー撲滅歌謡祭、2007年懐メロをあなたに等のイベントを開催。2010年までに消滅。2019年設立の一般社団法人とは関連性が無い。  